# Partido Nacional Húngaro (Checoslovaquia)
El Partido Nacional Húngaro (en húngaro: Magyar Nemzeti Párt, MNP, en checo: Maďarská národní strana, en eslovaco: Maďarská národná strana) fue uno de los partidos políticos de etnia húngara en la Primera República de Checoslovaquia.
El partido fue fundado en febrero de 1920 en Komárom/Komárno como partido representante de pequeños propietarios, con el nombre de Országos Magyar Kisgazda és Földműves Párt. Desde mayo de 1925 usó el nombre Országos Magyar Kisgazda, Földműves és Kisiparos Párt a menudo abreviado como Magyar Kisgazda Párt (Partido Húngaro de los Pequeños Propietarios). En 1925 se cambió el nombre a Magyar Nemzeti Párt. El 21 de junio de 1936 el partido se fusionó con el Országos Keresztényszocialista Párt (OKSZP, Partido Socialista Cristiano Provincial), otro gran partido húngaro en Egyesült Magyar Párt (EMP, Partido Unido Húngaro) dirigido por János Esterházy como presidente ejecutivo nacional (hasta entonces líder del OKSZP) y Andor Jaross como presidente nacional. El principal objetivo del partido fue una autonomía para las partes étnicamente húngaras en Eslovaquia. Esta postura fue posteriormente revisada y el partido abogó por una revisión del Tratado de Trianón. En la esfera económica, el partido abogó por el libre mercado y pidió apoyo gubernamental para los pequeños agricultores y campesinos.
Después del establecimiento del Estado Eslovaco (1939) que tenía alrededor de 65.000 húngaros étnicos, el partido (bajo el nombre de Szlovenskói Magyar Párt, Partido Húngaro de Eslovaquia) permaneció como uno de los pocos partidos políticos permitidos (los otros eran el Partido Popular Eslovaco de Hlinka y el Deutsche Partei de los alemanes étnicos). en Eslovaquia). Durante el Insurrección nacional eslovaca (1944), el partido fue prohibido en el área controlada por los insurgentes. La prohibición se volvió a confirmar después del final de la Segunda Guerra Mundial.